# Athlétisme aux Jeux panaméricains
Navigation
Les compétitions d'athlétisme aux Jeux panaméricains sont disputées depuis la première édition en 1951.

## Éditions
| Édition | Ville          | Pays                   | Date                        | Stade                                        | Épreuves |
| ------- | -------------- | ---------------------- | --------------------------- | -------------------------------------------- | -------- |
| 1951    | Buenos Aires   | Argentine              |                             | Stade Monumental Antonio Vespucio Liberti    |          |
| 1955    | Mexico         | Mexique                | 13 au 19 mars 1955          | Stade olympique universitaire                | 29       |
| 1959    | Chicago        | États-Unis             | 27 août au 7 septembre 1959 | Soldier Field                                |          |
| 1963    | São Paulo      | Brésil                 | 20 avril au 5 mai 1963      | Stade du Pacaembu                            |          |
| 1967    | Winnipeg       | Canada                 | 23 juin au 6 juillet 1967   | Pan American Stadium                         |          |
| 1971    | Cali           | Colombie               | 30 juillet au 13 août 1971  | Stade olympique Pascual-Guerrero             |          |
| 1975    | Mexico         | Mexique                | 12 au 26 octobre 1975       | Stade olympique universitaire                |          |
| 1979    | San Juan       | Porto Rico             | 1er au 15 juillet 1979      | Estadio Hiram Bithorn                        |          |
| 1983    | Caracas        | Venezuela              | 14 au 29 août 1983          | Estadio Olímpico                             |          |
| 1987    | Indianapolis   | États-Unis             | août 1987                   | IU Michael A. Carroll Track & Soccer Stadium |          |
| 1991    | La Havane      | Cuba                   | 3 au 11 août 1991           | Estadio Panamericano                         |          |
| 1995    | Mar del Plata  | Argentine              | 17 au 25 mars 1995          | Estadio Atletico "Justo Roman"               |          |
| 1999    | Winnipeg       | Canada                 | 24 au 30 juillet 1999       | University Stadium (Winnipeg)                |          |
| 2003    | Saint-Domingue | République dominicaine | 5 au 9 août 2003            | Stade olympique Félix-Sánchez                | 46       |
| 2007    | Rio de Janeiro | Brésil                 | 22 au 29 juillet 2007       | Estádio Olímpico João Havelange              | 47       |
| 2011    | Guadalajara    | Mexique                | 23 au 30 octobre 2011       | Telmex Athletics Stadium (en)                | 47       |
| 2015    | Toronto        | Canada                 | 19 au 26 juillet 2015       | Pan Am and Parapan Am Athletics Stadium (en) | 47       |
| 2019    | Lima           | Pérou                  | 27 juillet au 11 août 2019  | Estadio Atlético Panamericano                | 48       |
| 2023    | Santiago       | Chili                  |                             |                                              |          |
| 2027    | Barranquilla   | Colombie               |                             |                                              |          |

## Records

### Hommes
| Épreuve           | Performance          | Athlète                                                      | Pays                       | Date               | Réf.   |
| ----------------- | -------------------- | ------------------------------------------------------------ | -------------------------- | ------------------ | ------ |
| 100 m             | 10 s 00 (+0.4 m/s) A | Kim Collins                                                  | Saint-Christophe-et-Niévès | 24 octobre 2011    | [ 1 ]  |
| 200 m             | 19 s 80 (+2.0 m/s)   | Rasheed Dwyer                                                | Jamaïque                   | 23 juillet 2015    | [ 2 ]  |
| 400 m             | 44 s 45 A            | Ronnie Ray                                                   | États-Unis                 | 18 octobre 1975    |        |
| 800 m             | 1 min 44 s 25        | Marco Arop                                                   | Canada                     | 10 août 2019       |        |
| 1 500 m           | 3 min 36 s 32        | Hudson de Souza                                              | Brésil                     | 25 juillet 2007    |        |
| 5 000 m           | 13 min 25 s 60       | Ed Moran (en)                                                | États-Unis                 | 23 juillet 2007    |        |
| 10 000 m          | 28 min 08 s 74       | José David Galván (en)                                       | Mexique                    | 27 juillet 2007    |        |
| Marathon          | 2 h 12 min 43 s      | Jorge González (en)                                          | Porto Rico                 | 28 août 1983       |        |
| 110 m haies       | 13 s 07 (+0.8 m/s)   | David Oliver                                                 | États-Unis                 | 24 juillet 2015    | [ 3 ]  |
| 400 m haies       | 47 s 99 A            | Omar Cisneros                                                | Cuba                       | 27 octobre 2011    | [ 4 ]  |
| 3 000 m steeple   | 8 min 14 s 41        | Wander Moura                                                 | Brésil                     | 22 mars 1995       |        |
| Saut en hauteur   | 2,40 m               | Javier Sotomayor                                             | Cuba                       | 25 mars 1995       |        |
| Saut à la perche  | 5,80 m A             | Lázaro Borges                                                | Cuba                       | 28 octobre 2011    | ,      |
| Saut à la perche  | 5,80 m               | Shawnacy Barber                                              | Canada                     | 21 juillet 2015    | [ 7 ]  |
| Saut en longueur  | 8,75 m               | Carl Lewis                                                   | États-Unis                 | 16 août 1987       |        |
| Triple saut       | 17,89 m A            | João Carlos de Oliveira                                      | Brésil                     | 15 octobre 1975    |        |
| Lancer du poids   | 22,07 m              | Darlan Romani                                                | Brésil                     | 7 août 2019        |        |
| Lancer du disque  | 67,68 m              | Fedrick Dacres                                               | Jamaïque                   | 6 août 2019        |        |
| Lancer du marteau | 79,63 m A            | Kibwe Johnson                                                | États-Unis                 | 26 octobre 2011    | ,      |
| Lancer du javelot | 87,31 m              | Anderson Peters                                              | Grenade                    | 10 août 2019       |        |
| Décathlon         | 8 659 pts            | Damian Warner                                                | Canada                     | 22–23 juillet 2015 | [ 10 ] |
| 20 km marche      | 1 h 20 min 17 s      | Bernardo Segura                                              | Mexique                    | 26 juillet 1999    |        |
| 50 km marche      | 3 h 47 min 55 s      | Carlos Mercenario                                            | Mexique                    | 24 mars 1995       |        |
| 4 × 100 m         | 38 s 14              | Chavaughn Walsh Daniel Bailey Cejhae Greene Miguel Francis   | Antigua-et-Barbuda         | 24 juillet 2015    | [ 11 ] |
| 4 × 400 m         | 2 min 57 s 97        | Davian Clarke Michael McDonald Danny McFarlane Greg Haughton | Jamaïque                   | 30 juillet 1999    |        |

### Femmes
| Épreuve           | Performance          | Athlète                                                         | Pays       | Date               | Réf.   |
| ----------------- | -------------------- | --------------------------------------------------------------- | ---------- | ------------------ | ------ |
| 100 m             | 10 s 92 (+1.6 m/s)   | Barbara Pierre                                                  | États-Unis | 21 juillet 2015    | [ 12 ] |
| 200 m             | 22 s 43 (-0.1 m/s)   | Shelly-Ann Fraser-Pryce                                         | Jamaïque   | 9 août 2019        |        |
| 400 m             | 49 s 61              | Ana Fidelia Quirot                                              | Cuba       | 5 août 1991        |        |
| 800 m             | 1 min 58 s 71        | Ana Fidelia Quirot                                              | Cuba       | 8 août 1991        |        |
| 1 500 m           | 4 min 05 s 70        | Mary Decker                                                     | États-Unis | 13 juillet 1979    |        |
| 5 000 m           | 15 min 30 s 65       | Adriana Fernández                                               | Mexique    | 6 août 2003        |        |
| 10 000 m          | 31 min 55 s 17       | Natasha Wodak                                                   | Canada     | 6 août 2019        |        |
| Marathon          | 2 h 30 min 55 s      | Gladys Tejeda                                                   | Pérou      | 27 juillet 2019    |        |
| 100 m haies       | 12 s 52 (+1.4 m/s)   | Queen Harrison                                                  | États-Unis | 21 juillet 2015    | [ 13 ] |
| 400 m haies       | 53 s 44              | Daimí Pernía                                                    | Cuba       | 28 juillet 1999    |        |
| 3 000 m steeple   | 9 min 41 s 45        | Geneviève Lalonde                                               | Canada     | 10 août 2019       |        |
| Saut en hauteur   | 1,96 m               | Coleen Sommer                                                   | États-Unis | 13 août 1987       |        |
| Saut à la perche  | 4,85 m               | Yarisley Silva                                                  | Cuba       | 23 juillet 2015    | [ 14 ] |
| Saut en longueur  | 7,45 m               | Jackie Joyner-Kersee                                            | États-Unis | 13 août 1987       |        |
| Triple saut       | 15,11 m (+0.6 m/s) A | Yulimar Rojas                                                   | Venezuela  | 9 août 2019        |        |
| Lancer du poids   | 19,55 m              | Danniel Thomas-Dodd                                             | Jamaïque   | 9 août 2019        |        |
| Lancer du disque  | 66,58 m              | Yaimé Pérez                                                     | Cuba       | 6 août 2019        |        |
| Lancer du marteau | 75,62 m A            | Yipsi Moreno                                                    | Cuba       | 24 octobre 2011    | ,      |
| Lancer du javelot | 65,85 m              | Osleidys Menéndez                                               | Cuba       | 27 juillet 1999    |        |
| Heptathlon        | 6 332 pts            | Yorgelis Rodríguez                                              | Cuba       | 24–25 juillet 2015 | [ 16 ] |
| 20 km marche      | 1 h 28 min 03 s      | Sandra Arenas                                                   | Colombie   | 4 août 2019        |        |
| 4 × 100 m         | 42 s 58              | Barbara Pierre LaKeisha Lawson Morolake Akinosun Kaylin Whitney | États-Unis | 25 juillet 2015    | [ 17 ] |
| 4 × 400 m         | 3 min 23 s 35        | Diane Dixon Rochelle Stevens Valerie Brisco-Hooks Denean Howard | États-Unis | 16 août 1987       |        |